# 琼尼·海肯斯

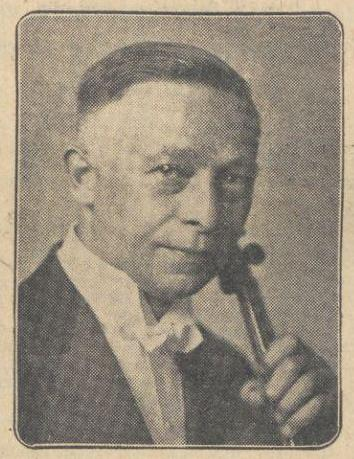
琼尼·海肯斯 (1932)

琼尼·海肯斯（荷蘭語：Jonny Heykens，1884年9月24日—1945年6月28日）是一位荷兰古典轻音乐作曲家。他以充满活力的第一号小夜曲，作品21(Ständchen (Serenade) No.1 Opus 21)而出名。

## 生平
海肯斯生于荷兰的格罗宁根。他曾经在布鲁塞尔音乐学院学习并受到欧仁·伊萨伊（Eugène Ysaÿe）的指导。在他1914年在格罗宁根创建属于他自己的管弦乐团之前，他加入过许多乐团。在一战后，他到欧洲巡演，尤其是在德国，取得了不小的声誉。之后，海肯斯为他自己的乐团编曲并加上歌曲和音乐喜剧，而且，这些唱片卖的很成功。在二战时，他继续在欧洲各地巡演。然后，他加入了NSB，一个叫荷兰国家社会人士党的法西斯组织（the fascist National Socialist Party of the Netherlands）。他发表过对犹太人和黑人不利的种族言论，还是一些纳粹高干宴席上的常客。因此，反法西斯者们对他极为鄙视，用“为了得几分破钱出卖国家和人民。” （Sells his people and homeland for six loose cents.）来形容他的歌曲。最后他死在荷兰的希爾弗瑟姆（Hilversum）的狱中。

## 音乐影响
在当时的日本，海肯斯的小夜曲逐渐流行起来，并且在1943年被NHK----- 日本廣播協會选取，并编入一个为娱乐前线士兵和水手而服务的，叫做“晚间前线秀”( "The Evening Show for the Front Line")的节目。
二战后，“日本国有铁道”（JR）选取了海肯斯小夜曲中的几个部分在客厢中播放，至今仍然有在使用。
之后在20世纪40年代期间的英国，海肯斯小夜曲被阿尔伯特·桑德勒（Albert Sandler1）在BBC的周日晚间广播节目“The palm court orchestra at the Grand Hotel”中用到。
也是在相似年代在德国，海肯斯的小夜曲是著名幽默德国作家“黄鹂”，罗里欧（ Loriot 2） 的短篇喜剧集“味道好嘛？”（Schmeckt's?）中的主题曲。

## 注脚
1. Albert Sandler：
2. Loriot: 